# Ohioville
Ohioville és una població dels Estats Units a l'estat de Pennsilvània. Segons el cens del 2000 tenia 3.759 habitants.

## Demografia
Segons el cens del 2000, Ohioville tenia 3.759 habitants, 1.371 habitatges, i 1.095 famílies. La densitat de població era de 62,1 habitants/km².
Dels 1.371 habitatges en un 34,2% hi vivien nens de menys de 18 anys, en un 66,8% hi vivien parelles casades, en un 9% dones solteres, i en un 20,1% no eren unitats familiars. En el 17,2% dels habitatges hi vivien persones soles el 9,2% de les quals corresponia a persones de 65 anys o més que vivien soles. El nombre mitjà de persones vivint en cada habitatge era de 2,7 i el nombre mitjà de persones que vivien en cada família era de 3,04.
Per edats la població es repartia de la següent manera: un 25% tenia menys de 18 anys, un 6,7% entre 18 i 24, un 27,5% entre 25 i 44, un 26,3% de 45 a 60 i un 14,5% 65 anys o més.
L'edat mediana era de 40 anys. Per cada 100 dones de 18 o més anys hi havia 96,4 homes.
La renda mediana per habitatge era de 39.962 $ i la renda mediana per família de 48.995 $. Els homes tenien una renda mediana de 36.146 $ mentre que les dones 22.324 $. La renda per capita de la població era de 17.837 $. Entorn del 2,9% de les famílies i el 5,5% de la població estaven per davall del llindar de pobresa.

## Poblacions més properes
El següent diagrama mostra les poblacions més properes.